# Sandy Brumby
Sandy Brumby (nascido por volta de 1950) é um artista aborígene cujo trabalho rapidamente se tornou popular pouco após o início da sua carreira. O seu trabalho tornou-se coleccionável muito rapidamente, conforme a sua abordagem natural para o contraste de cores gritantes que ele usou, explorando sem pressa o fascínio de histórias justapostas com uma meditação auto-exame da mentalidade das primeiras pessoas da Austrália.